# 道の駅保田小学校
道の駅保田小学校（みちのえき ほたしょうがっこう）は、千葉県安房郡鋸南町にある千葉県道34号鴨川保田線の道の駅である。
隣接して旧鋸南幼稚園を改修した休憩施設「道の駅保田小附属ようちえん」があるが、いずれも一般的な教育施設ではなく、道の駅としての機能強化や利用客の多様なニーズに対応した休憩施設として整備されている。
2015年1月に重点道の駅候補に選定された。

## 施設

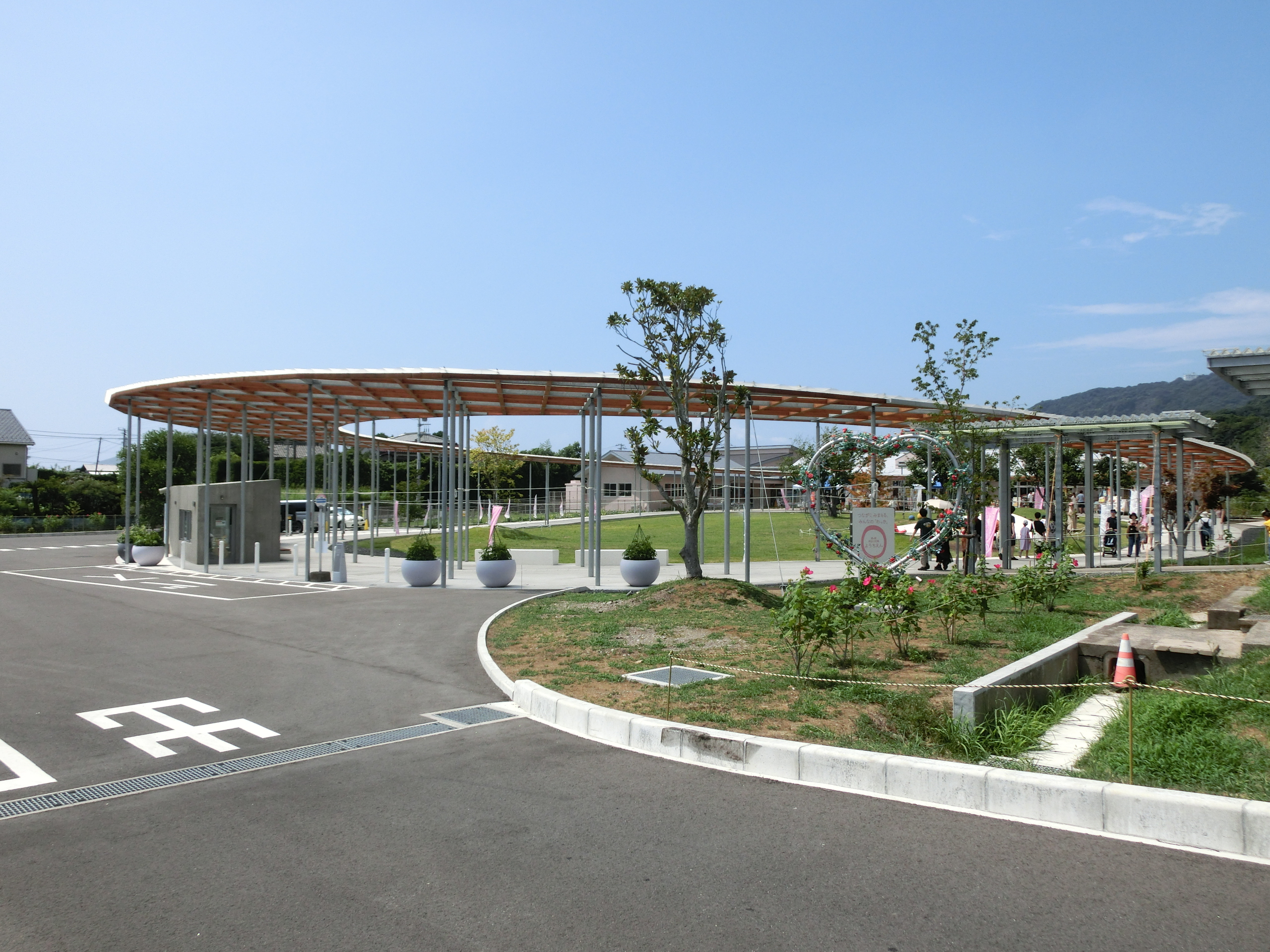
附属ようちえんとわっか

建物は2014年3月31日で廃校になった保田小学校の校舎を再利用している。また、2023年10月14日には隣接する旧鋸南幼稚園を改修した休憩施設「道の駅保田小附属ようちえん」がオープンした（同施設にはバス待合所や複数の飲食店が入る）。給食をイメージしたレストランなど、懐かしの小学校を思わせる施設が用意されている。両施設の間には円環状の屋根付き歩道「わっか」が整備され、ドッグランや遊具なども新設された。
- 駐車場
  - 普通車 : 104台
  - 大型車 : 5台
  - 身障者用 : 2台
- トイレ
  - 男性用 : 13器
    - 小 : 9器
    - 大 : 4器

  - 女性用 : 9器
- 地域振興拠点施設
  - きょなん楽市・直売所
  - レストラン
- 情報・休憩施設
- 簡易宿泊施設「学びの宿」
- 温浴施設「里の小湯」
- 公衆電話
- EV充電器

## 休館日
- 無休

## アクセス
車の場合
富津館山道路、鋸南保田ICを降りてすぐ
電車の場合
JR内房線、保田駅より徒歩15分